# Orientierungslauf

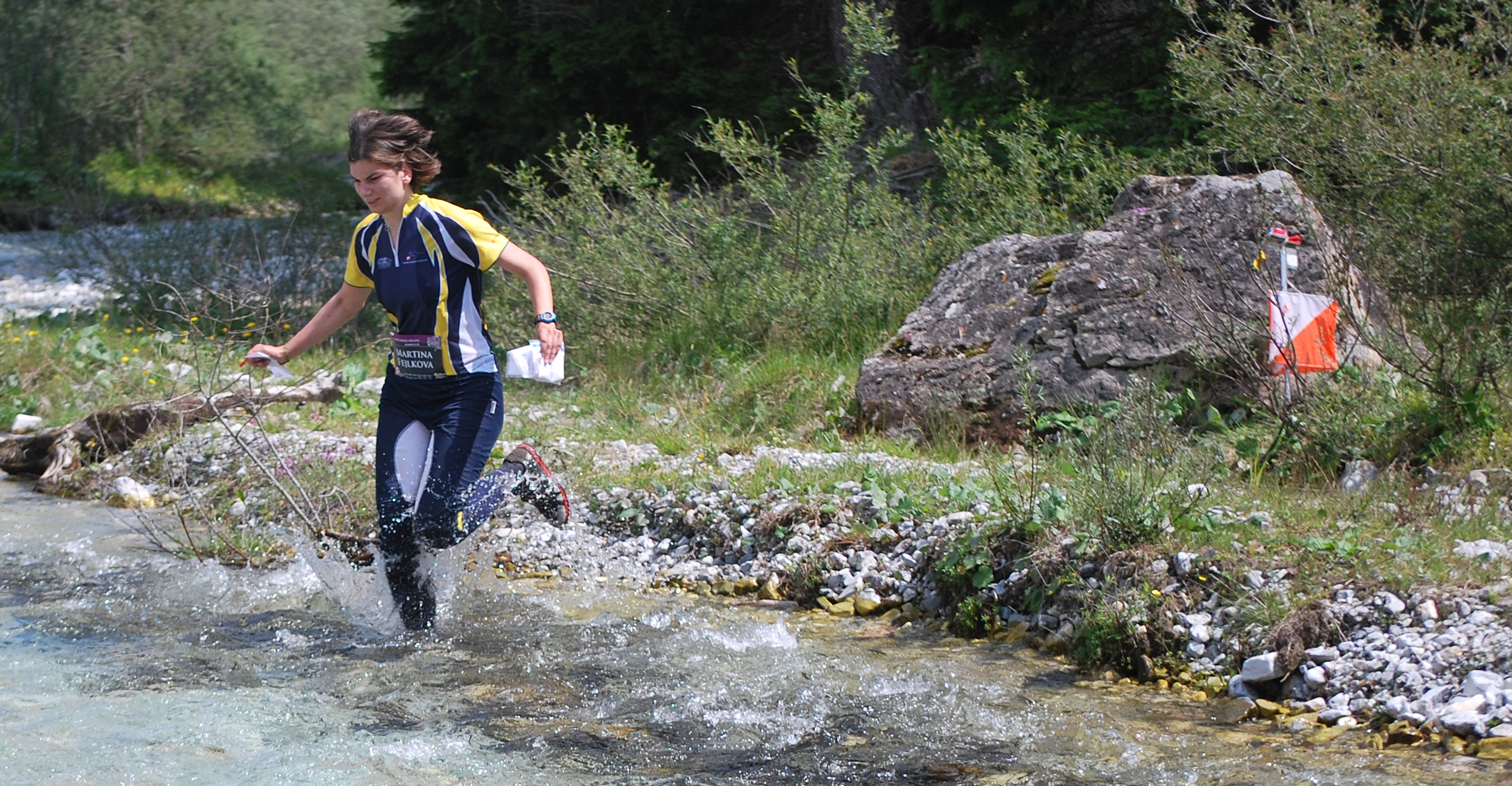
Orientierungsläuferin beim Durchqueren eines Baches. Rechts ein Kontrollposten.

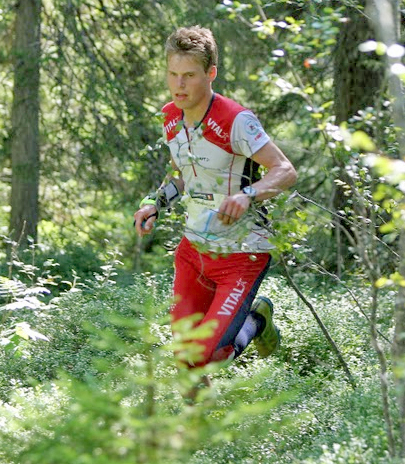
Orientierungslauf findet hauptsächlich im Wald statt. Carl Waaler Kaas bei den Weltmeisterschaften 2010.

Orientierungslauf, meist kurz OL genannt, ist eine Laufsportart. Im Gelände werden mehrere Kontrollpunkte festgelegt, die mit Hilfe von Landkarte und Kompass gefunden werden müssen. Dabei wählt der Läufer die für ihn optimale Route selbst. OL erfordert dadurch neben körperlicher Fitness auch ein hohes Maß an geistiger Leistung. Der Orientierungslauf entwickelte sich zu Beginn des 20. Jahrhunderts in Skandinavien, wo er inzwischen Volkssport ist. Orientierungslauf wird heute weltweit betrieben.
Der internationale Orientierungslaufsport ist in der International Orienteering Federation (IOF) mit zurzeit 78 Mitgliedsländern (Stand: November 2023) organisiert. Der Orientierungslauf zählt zu den vom Internationalen Olympischen Komitee (IOC) anerkannten Sportarten, wurde bislang jedoch noch nicht bei Olympischen Spielen ausgetragen. Neben dem klassischen Orientierungslauf gibt es zahlreiche Varianten des Sports, so etwa das Mountainbike-Orienteering (in der Schweiz Bike-OL) und den Ski-Orientierungslauf. Da die meisten Spielarten des Orientierungslaufs in naturnahen Gebieten stattfinden, werden die ökologischen Auswirkungen von Wettkämpfen auch kontrovers diskutiert.

## Grundlagen
Das grundsätzliche Ziel des Orientierungslaufs ist das schnellstmögliche Ablaufen von Kontrollpunkten im Gelände in einer festgelegten Reihenfolge. Die Wahl der Laufroute zwischen den einzelnen Kontrollpunkten, die Posten genannt werden, ist dem Läufer dabei im Allgemeinen völlig freigestellt. Als Hilfsmittel zum Finden der bestmöglichen Laufstrecke stehen jedem Sportler ausschließlich Karte und Kompass zur Verfügung, andere technische Hilfsmittel sind untersagt. Orientierungsläufe werden meist in naturnahem Gelände ausgetragen, vor allem im Wald, jedoch eignen sich auch verhältnismäßig gut erschlossene Gebiete wie Parks für den Sport. Da zu großen Teilen auch abseits von Wegen gelaufen wird, ist der Orientierungslauf als Zuschauersport meist nur wenig attraktiv.

## Praktische Durchführung
Vor dem Start stehen dem Orientierungsläufer neben der allgemeinen Geländebeschaffenheit meist nur wenige Informationen zur Verfügung, insbesondere die Streckenlänge (gemessen in Luftlinie) und die zu absolvierenden Höhenmeter (Mindeststeigung auf einer angenommenen Optimalroute). Darüber hinaus sind ihm Anzahl und Beschreibung der Kontrollposten sowie eventuell zu absolvierende Pflichtstrecken bekannt. Die Karte wird dem Sportler üblicherweise erst unmittelbar vor dem Start ausgehändigt. Darauf aufgedruckt finden sich die anzulaufenden Posten in der vorgegebenen Reihenfolge, die sogenannte Bahn. Das Absolvieren der Posten in der vorgeschriebenen Reihenfolge wird durch mitgeführte Postenkontrollsysteme, heute meist elektronische Geräte, überprüft.
Ein grundsätzliches Problem beim Orientierungslauf ist, so weit wie möglich gleiche Voraussetzungen für alle Teilnehmer zu gewährleisten. Insbesondere gilt es, ein einfaches Nachlaufen zu verhindern und so dafür zu sorgen, dass alle Läufer sich selbständig orientieren. Aus diesem Grund gibt es beim OL zumeist keinen Massenstart. Vielmehr starten die Konkurrenten einzeln in Abständen von zwei bis fünf Minuten, sodass jeder Läufer möglichst auf sich allein gestellt ist. Darüber hinaus werden bei OL-Veranstaltungen eine große Anzahl verschiedener Bahnen für einzelne Kategorien (Geschlechts-, Alters- und Leistungsklassen) angeboten. Dadurch ist die Teilnehmerzahl pro Kategorie nicht zu hoch, die Teilnehmer werden im Gelände stärker verteilt und der Nutzen eines Hinterherlaufens wird weiter verringert. An großen Orientierungslauf-Veranstaltungen können so mehrere Tausend Sportler in unterschiedlichen Alters- und Leistungsklassen mit adäquaten Streckenlängen teilnehmen.
Um gleiche Voraussetzungen für alle Teilnehmer zu schaffen, werden für Wettkämpfe nur lange Zeit nicht mehr belaufene Gebiete und neue Karten verwendet. Das Betreten des Laufgebietes vor dem Wettkampf ist untersagt.
Die Länge der zu absolvierenden Bahnen kann je nach Wettkampf sehr unterschiedlich sein. Bei offiziellen Weltcuprennen und Titelkämpfen nach der Norm der International Orienteering Federation (IOF) werden die Bahnlängen beispielsweise so gewählt, dass die Siegerzeiten zwischen 12 und 15 Minuten im Sprint und bis zu 100 Minuten in der Disziplin Langdistanz liegen; es gibt aber auch wesentlich längere Orientierungsläufe. Die konkreten, in einer bestimmten Zeit zurückgelegten Strecken und Steigungen können dabei je nach Geländebeschaffenheit und Schwierigkeit der Orientierungsaufgaben stark variieren. Beispielsweise liegt die Streckenlänge (Luftlinie) in der Langdistanz bei den Herren üblicherweise bei etwa 10 bis 15 Kilometern.

## Ausrüstung

### Orientierungslaufkarte
Die Karte ist das wichtigste Hilfsmittel für den Orientierungslauf. Heute werden zumeist speziell angefertigte OL-Karten verwendet, die sich von herkömmlichen topografischen Karten durch ihre höhere Detailgenauigkeit unterscheiden. Sie stellen daher das Gelände in besonders großem Maßstab dar, gemäß IOF-Reglement 1:10.000 oder 1:15.000, bei Sprints auch bis zu 1:4.000. Die Äquidistanz, also der vertikale Abstand zwischen zwei Höhenlinien, beträgt meist fünf Meter, in besonders flachem Terrain auch zweieinhalb. OL-Karten sind besonders genau, so werden auch sehr kleine Objekte dargestellt, beispielsweise Felsen in der Größe von einem Meter. Neben Genauigkeit und Lesbarkeit ist die Darstellung der Belaufbarkeit des Geländes besonders wichtig. Die von der IOF vorgegebenen Signaturen unterscheiden sich daher teilweise stark von handelsüblichen topografischen Karten. So wird etwa Wald durch weiße Farbe dargestellt, Grüntöne bezeichnen hingegen unterschiedlich schwer durchdringliches Dickicht.
Auf der Karte rot aufgedruckt finden sich die zurückzulegende Bahn (Start, Posten und Ziel, in zu laufender Reihenfolge durch Luftlinie verbunden) und zusätzliche wettbewerbsbezogene Informationen wie Verpflegungs- und Sanitätsposten und etwaige Sperrgebiete oder Pflichtstrecken.

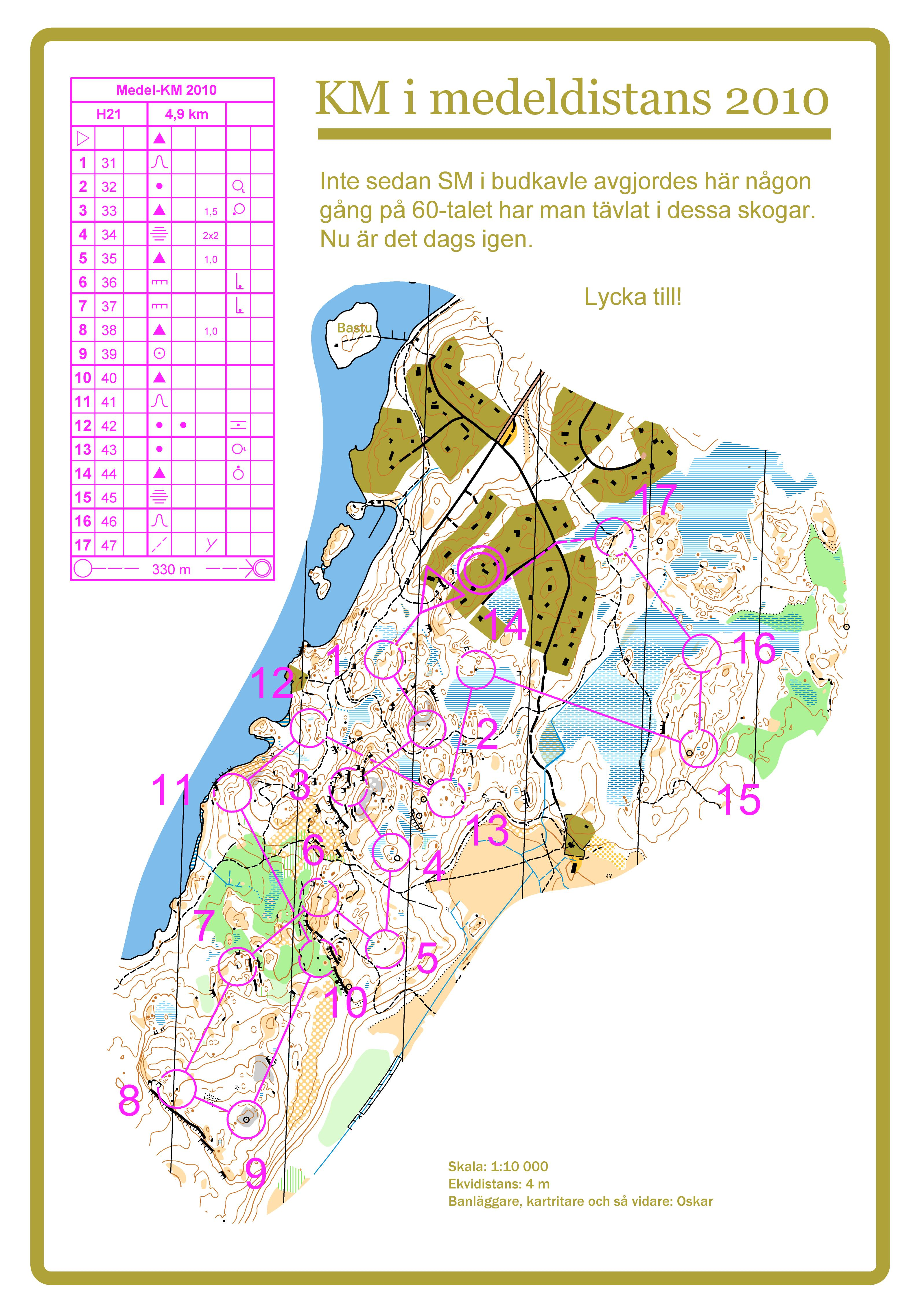
Schwedische Orientierungslaufkarte mit aufgedruckter Bahn und Postenbeschreibung
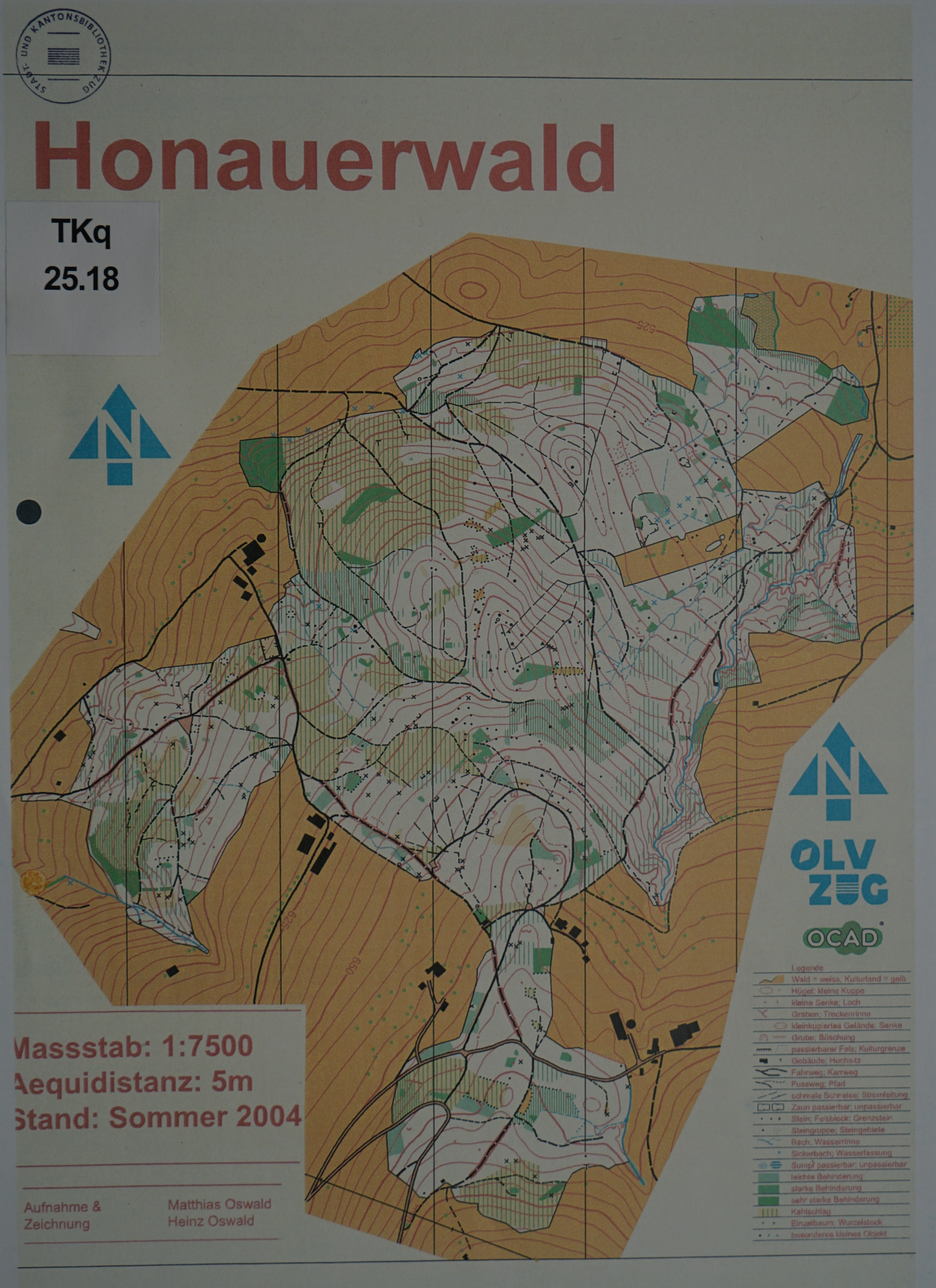
Schweizerische Orientierungslaufkarte ohne Stempelfeld
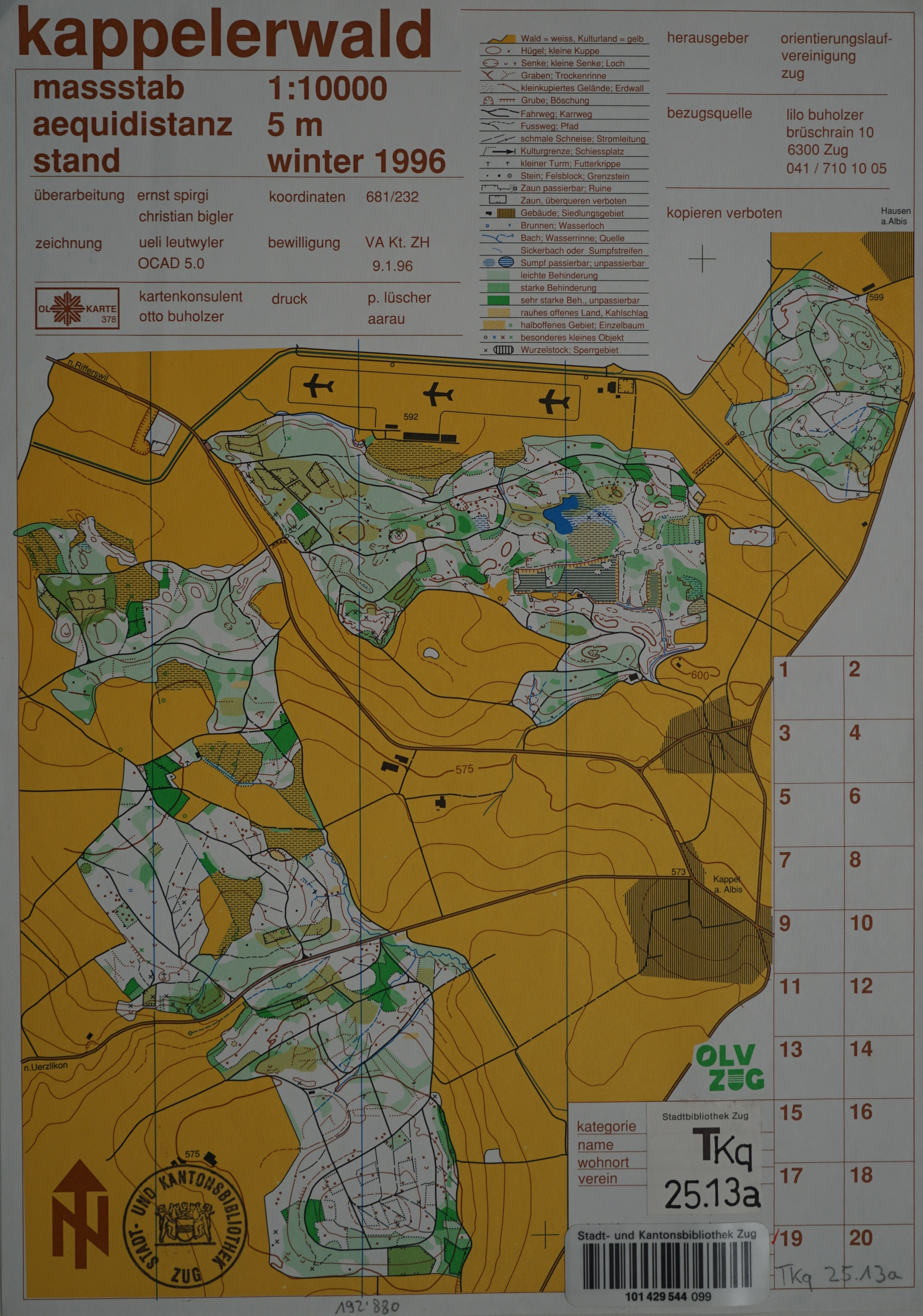
Schweizerische Orientierungslaufkarte mit Stempelfeld zur Dokumentation der gefundenen Stationen

### Kompass

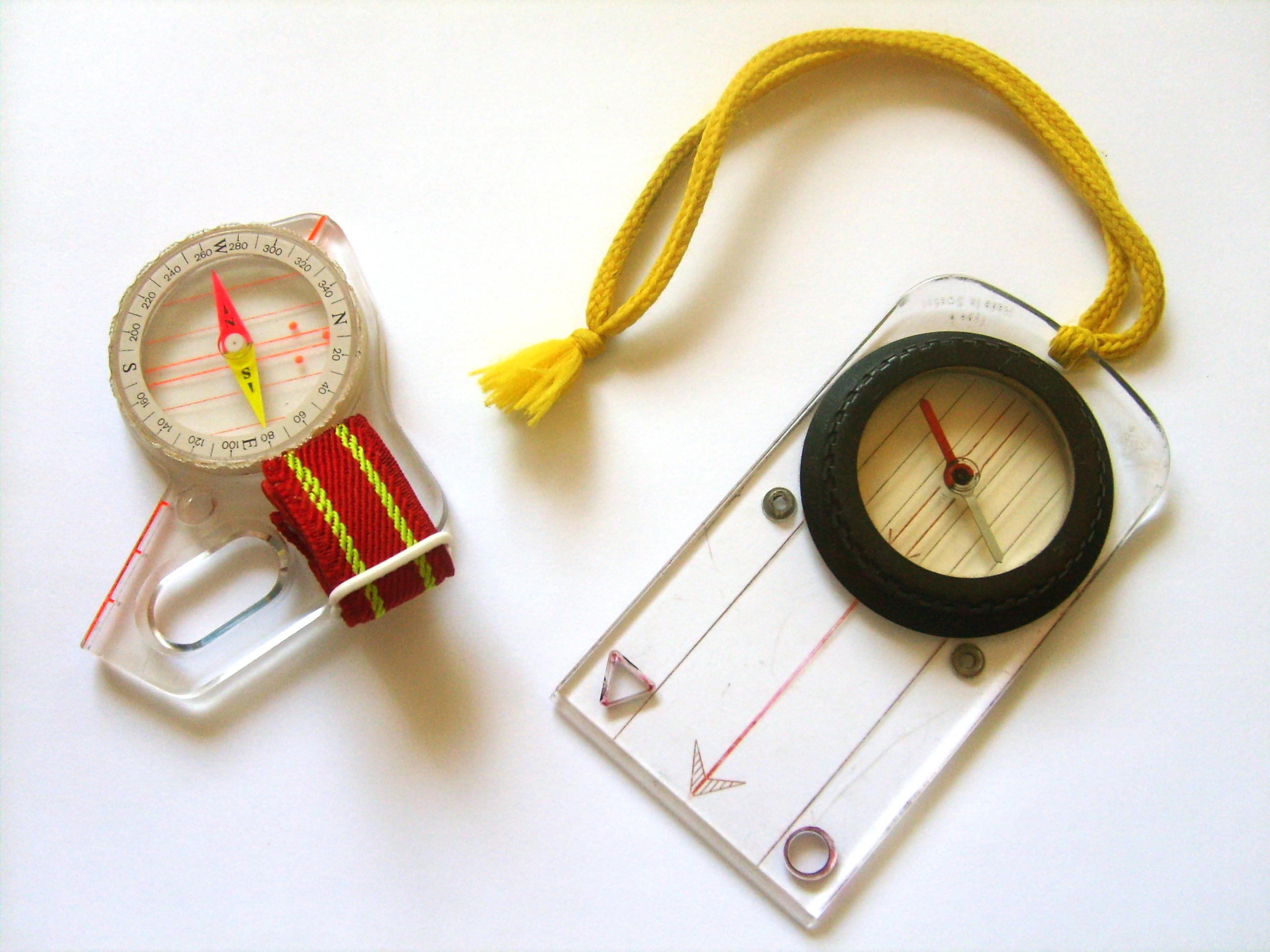
OL-Kompasse: Daumen- und Plattenkompass

Nach der Karte ist der Kompass die wichtigste Orientierungshilfe. Üblicherweise werden für den Orientierungslauf spezielle OL-Kompasse verwendet, die sich durch einfache und schnelle Handhabung auszeichnen. Der Kompass dient einerseits zum Einnorden, also zum richtigen Ausrichten der Karte, und andererseits zum Anpeilen des gesuchten Punktes. Diese Technik wird besonders dann angewandt, wenn das Gelände sehr wenig strukturiert ist und wenige auf der Karte erkennbare Anhaltspunkte bietet. Allerdings kann auch extrem stark strukturiertes und detailreiches Gelände mit einer unüberschaubaren Menge an Information ein Grund für verstärkten Einsatz des Kompasses sein. Am häufigsten ist eine Kombination von Karten- und Kompassorientierung. Mit der zunehmenden Genauigkeit des Kartenmaterials seit den Anfängen des Orientierungslaufs hat der Kompass gegenüber der Karte tendenziell an Bedeutung verloren.

### Postenbeschreibung
Die meist bereits vor dem Start ausgegebene Postenbeschreibung ist ein kleines Stück Papier, das in Form normierter Symbole zusätzliche Informationen zu den angelaufenen Posten enthält. Die Postenbeschreibung soll die eindeutige Identifikation des Postens ermöglichen und beinhaltet daher neben einer Kontrollnummer auch eine Beschreibung des genauen Standorts des Postens im Postenraum sowie etwaige Zusatzinformationen (z. B. Verpflegungsposten). Darüber hinaus sind auch allgemeine Informationen wie Bahnlänge, zu absolvierende Höhenmeter oder Länge von Pflichtstrecken angegeben.

### Postenkontrollsystem

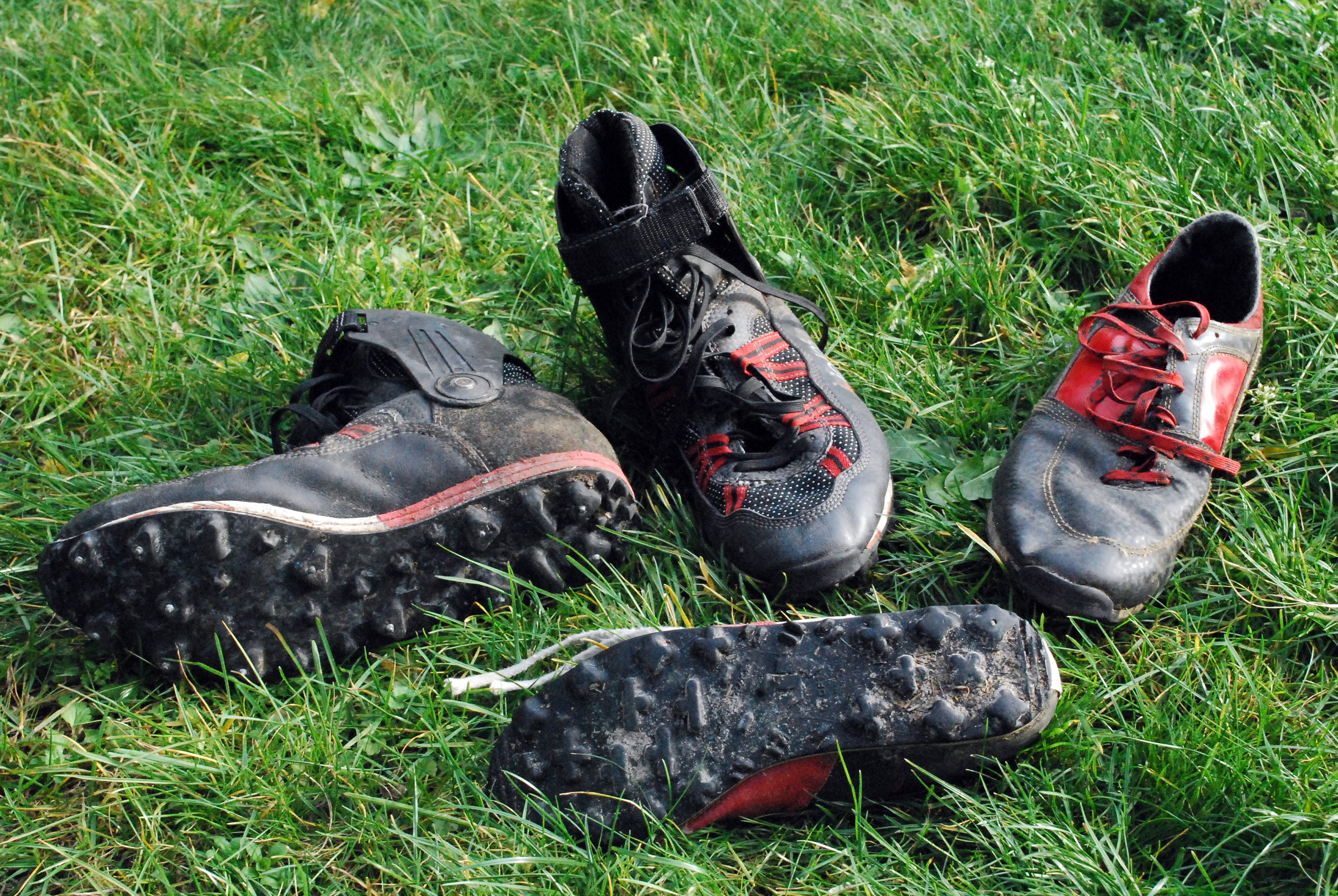
Orientierungslaufschuhe

Postenkontrollsysteme müssen mitgeführt werden, um das Absolvieren der Kontrollposten nachzuweisen. Während lange Zeit Kontrollkarten verwendet wurden, die mittels am Posten angebrachter Lochzangen mit individuellen Mustern markiert werden mussten, überwiegen heute elektronische Systeme (SportIdent, EMIT). Dabei wird ein vom Läufer getragener Chip am Postenstandort elektronisch markiert.

### Kleidung und Schuhwerk
Viele Läufer laufen mit speziell für den Orientierungslauf gefertigten OL-Schuhen. Hierbei handelt es sich um leichte und feste Schuhe mit harten Sohlen, häufig mit kurzen Stahlspikes („Dobb-Spikes“), um die Rutschfestigkeit zu erhöhen. Es gibt niedrige Modelle und solche, die bis über den Knöchel reichen. Zusätzlich zu den Schuhen werden häufig Gamaschen oder verstärkte Strümpfe verwendet, die die Schienbeine vor Verletzungen durch Bodenvegetation schützen sollen.
Die Bekleidung ist relativ nebensächlich, soll jedoch reißfest und wasserdurchlässig sein. Spezielle OL-Anzüge sind meist aus Polyamid oder ähnlichen Materialien gefertigt, die gut vor Verletzungen durch Brennnesseln, Dornen oder Ästen schützen.

## Wettkampfformen, Varianten und verwandte Sportarten

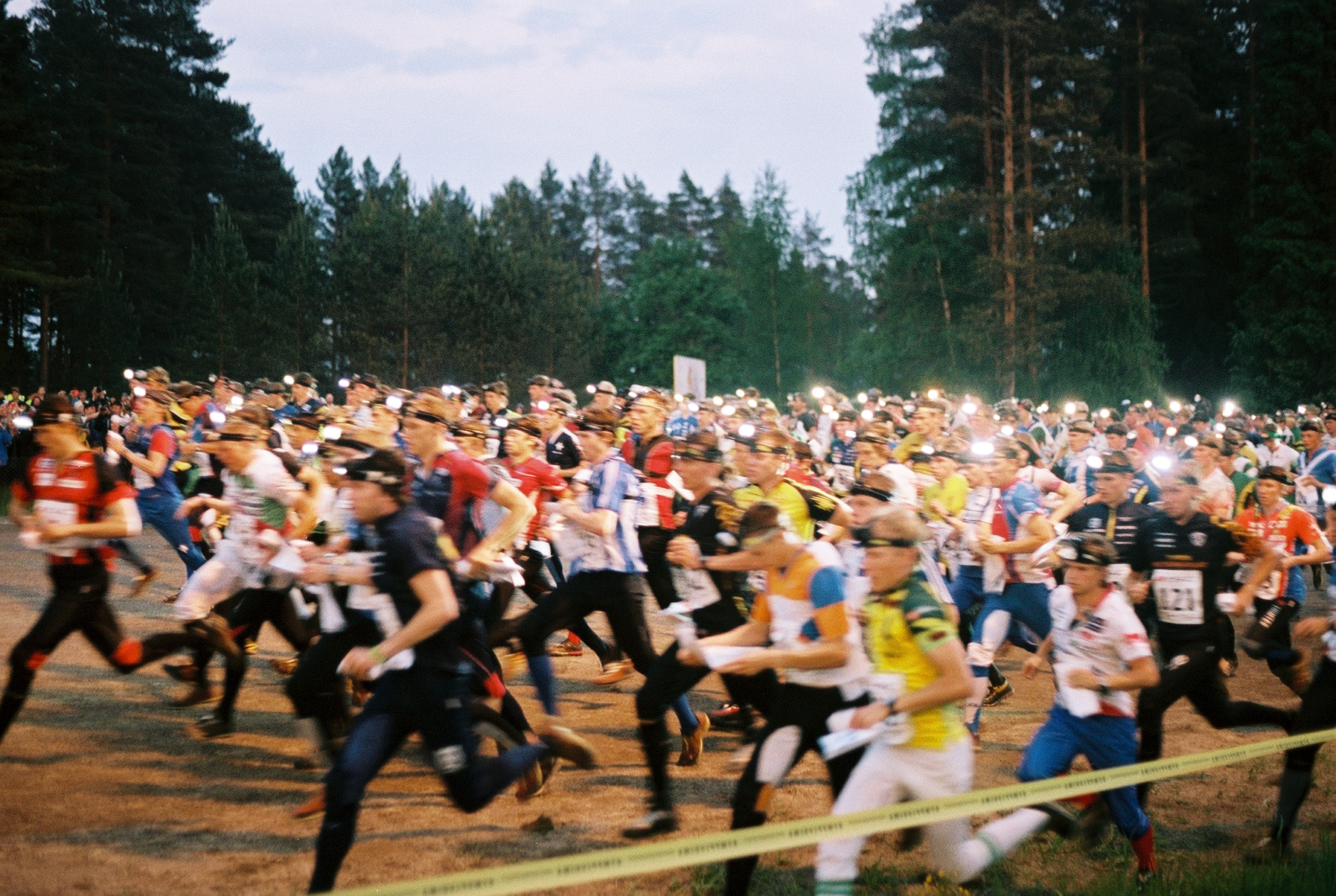
Massenstart mit Stirnlampen in der Dämmerung. Staffelbewerb Jukola 2009, Finnland.

Vom Einzelwettkampf abgesehen sind im Orientierungslauf hauptsächlich der Staffelorientierungslauf und der Mannschaftsorientierungslauf von Bedeutung. Beim Staffellauf bewältigt eine Staffel, die meist aus drei bis fünf, aber auch mehr Läufern besteht, verschiedene Strecken nacheinander. Im Gegensatz zum Einzellauf werden solche Wettkämpfe meist mit Massenstart ausgetragen, da das Problem des Nachlaufens hier durch unterschiedliche Reihung der von den einzelnen Läufern zurückzulegenden Teilstrecken umgangen werden kann.
Beim Mannschaftslauf besteht eine Mannschaft meist aus drei bis vier Läufern. Diese starten gemeinsam, teilen sich dann jedoch auf, um die erforderlichen Posten ohne festgelegte Reihenfolge abzulaufen. Hierbei kann es von allen Teammitgliedern anzulaufende Pflichtposten geben, aber auch solche, die nur von einem Teilnehmer erreicht werden müssen. Da nur die Einlaufzeit des letzten Läufers einer Mannschaft über die Platzierung entscheidet, hat die Mannschaftsstrategie beim Aufteilen der Aufgaben eine besondere Bedeutung.
Daneben gibt es zahlreiche Varianten des Orientierungslaufs, die hauptsächlich als Trainingsmethoden, jedoch nur selten als Wettkampfformat Anwendung finden. Hierzu zählen beispielsweise Läufe mit „reduzierten Karten“, also etwa Karten, die keine Wege enthalten, die nur aus den Höhenlinien bestehen („Höhenlinien-OL“), oder bei denen nur ein schmaler Streifen entlang der Luftlinie („Korridor-OL“) oder kleine Gebiete rund um die Posten sichtbar sind („Fenster-OL“). Eine extreme Form reduzierter Karte ist der „Kompass-Blindflug“, bei dem die Karte bis auf die Lage der Posten keine Information enthält und bei dem man sich ausschließlich mit dem Kompass orientieren muss. Beim „Gedächtnis-OL“ steht dem Läufer nur an den Postenstandorten ein kleiner Kartenausschnitt, der bis zum jeweils nächsten Posten reicht, zur Verfügung, sodass er sich den gesamten Weg einprägen muss.

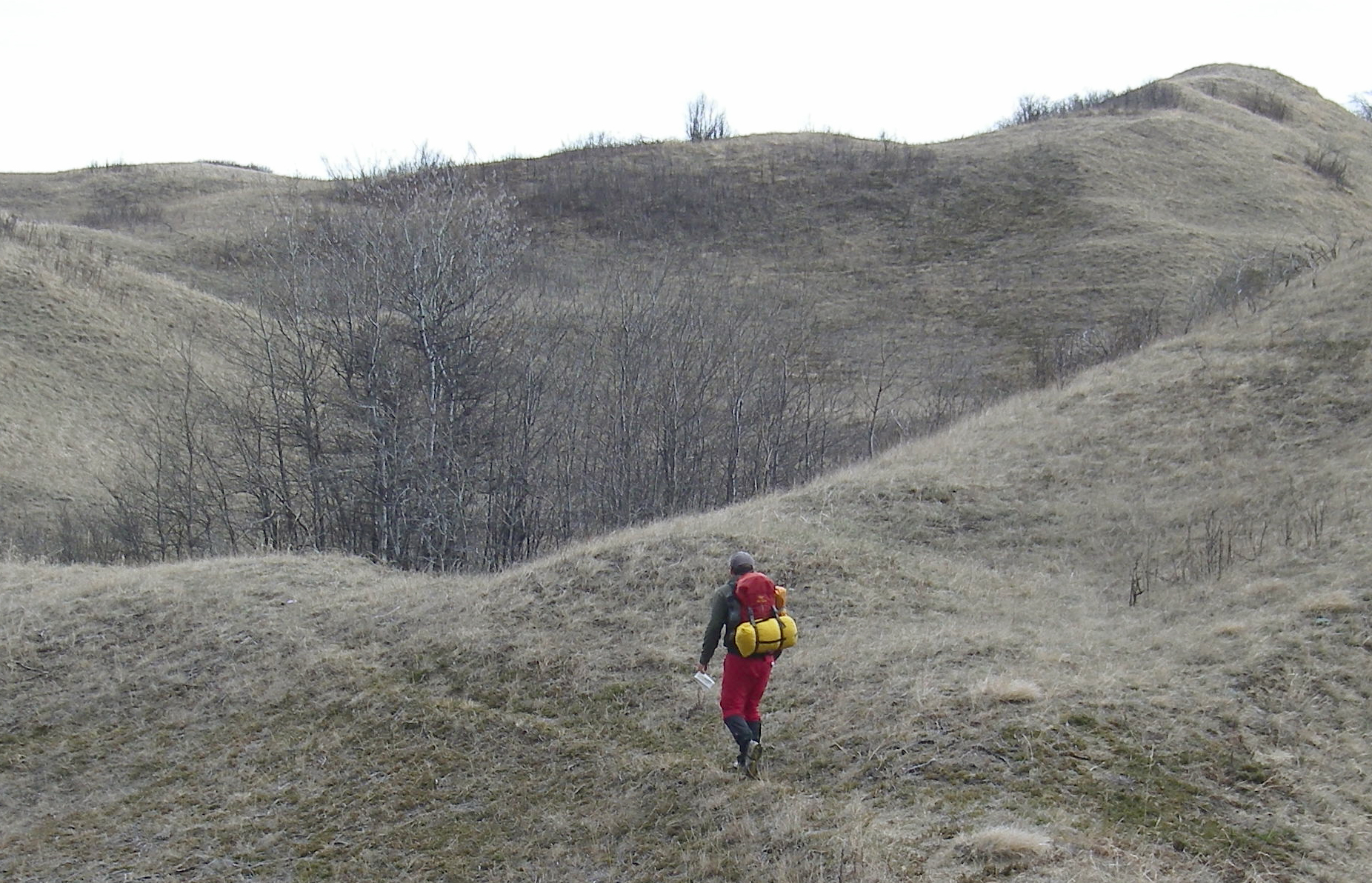
Teilnehmer beim Navigation Marathon and Dundurn Rogaine, einem Team-Score-OL über zwei Tage (Saskatchewan, Kanada)

Der Nacht-OL, bei dem mit Taschen- oder Stirnlampe in der Dunkelheit gelaufen wird, gilt als orientierungstechnisch besonders anspruchsvoll. In manchen Ländern werden auch Meisterschaften dieser Spezialform ausgetragen. Der Score-OL, bei dem in einer vorgegebenen Zeit möglichst viele Posten (oft unterschiedlicher Wertigkeit) in beliebiger Reihenfolge „gesammelt“ werden müssen, wird in Europa häufig als Trainingsform betrieben, in Australien hingegen ist er in seiner extremen Form, dem bis zu 24 Stunden dauernden Rogaining, auch als Wettkampf beliebt. In Europa hingegen werden extrem lange Orientierungsläufe meist in der konventionellen Form mit festgelegter Postenreihenfolge ausgetragen. Solche Wettkämpfe, die häufig im Hochgebirge stattfinden, erstrecken sich manchmal über mehrere Tage, wobei Übernachtungsausrüstung im Rucksack mitgeführt werden muss. Meist läuft man hier nicht einzeln, sondern zu zweit oder in Teams. Eine weitere Besonderheit sind Orientierungsläufe im Stadtgebiet. Bekanntestes Beispiel ist der jährlich stattfindende Stadt-OL in den Gassen von Venedig.
In ähnlicher Form finden im militärischen Bereich Orientierungsmärsche als Teil der Gefechtsausbildung statt.
Orientierungssport kann auch mit Hilfe anderer Fortbewegungsmittel ausgeübt werden. Vom IOF organisiert werden der traditionsreiche Ski-OL, das seit den 1980er Jahren an Bedeutung gewinnende Mountainbike-Orienteering und das Trail Orienteering, eine Variante des Orientierungslaufs, die auch von Sportlern mit Behinderungen ausgeübt werden kann. Orientierungssport kann aber in entsprechender Umgebung etwa auch per Boot betrieben werden, bekannt sind auch Wettkämpfe im Orientierungstauchen und Orientierungsreiten. Beim Sporttrampen bewegen sich die Teilnehmer per Anhalter zwischen den Posten, meist in einer beliebigen Reihenfolge.
Der Haik ist eine aus der schwedischen Pfadfinderbewegung kommende Art des Orientierungslaufes.
Eine mit dem Orientierungslauf verwandte Sportart mit Fokus auf technischer Unterstützung ist das Amateurfunkpeilen, bei dem die Posten mit Funksendern ausgestattet sind. Das Foxoring ist eine Variante des Amateurfunkpeilens mit stärkerer Betonung der Orientierungslaufkomponente. Auf der Orientierung mit Hilfe von Satellitennavigationssystemen basiert das Geocaching, bei dem der Wettkampfaspekt eine untergeordnete Rolle spielt.

## Orientierungslauf aus sportwissenschaftlicher Sicht

### Physische Faktoren

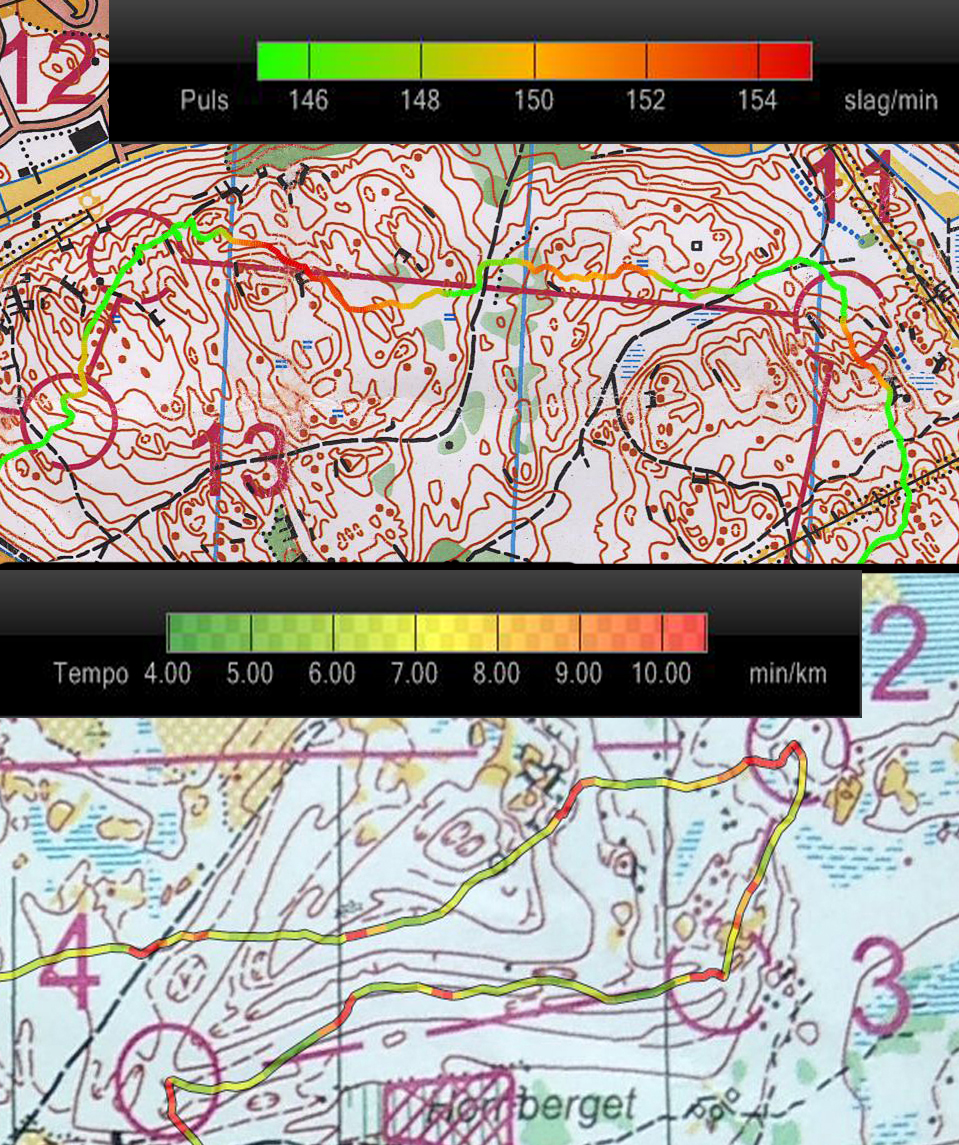
Schwankungen von Puls (oben) und Laufgeschwindigkeit (unten) in Abhängigkeit von Gelände und Orientierungsaufgaben

Sportwissenschaftler charakterisieren den Orientierungslauf als Langstreckenlauf mit Mikropausen, also kurzen Unterbrechungen, die durch das Markieren der Posten und Laufpausen zum Zweck des Orientierens entstehen. Insofern ähnelt der OL einem Intervalllauf. Der Zeitanteil dieser Unterbrechungen ist je nach Niveau, Geländebeschaffenheit und Schwierigkeit der Orientierungsanforderungen sehr unterschiedlich. Er kann bei Hobbyläufern 10 % der Gesamtlaufzeit betragen, bei Spitzenläufern und in leicht belaufbarem Gelände jedoch deutlich weniger. Eliteläufer können selbst in weglosem Gelände auch Kartenlesen und Orientieren zum Großteil ohne Stehenbleiben bewältigen. Die für Orientierungsaufgaben aufgewendete Zeit kann sich beim Auftreten von Fehlern drastisch erhöhen.
Vom Langstreckenlauf auf Laufbahn oder Straße unterscheidet sich der Orientierungslauf deutlich durch die Anforderungen, die wechselnde Bodenbeschaffenheit und unterschiedliches, teilweise schwer belaufbares oder steiles Gelände an den Läufer stellen. Laufen auf weichem Untergrund (Moos, Sumpf, Sand) erfordert einen im Vergleich zu Wegen deutlich höheren Energieaufwand. Ein durchgehender Laufrhythmus ist beim Laufen im Wald kaum aufrechtzuerhalten. So müssen beispielsweise häufig Hindernisse übersprungen werden, Orientierungspausen eingelegt oder das Tempo dem Gelände angepasst werden. Die Puls- und Laktatwerte von Orientierungsläufern erreichen daher ein höheres Niveau und schwanken in verschiedenen Wettkampfabschnitten und unterschiedlichen Geländetypen stärker als bei anderen Ausdauersportarten.
Insofern werden beim Orientierungslauf besonders Muskelkraft (Kraftausdauer und Schnellkraft), Beweglichkeit und Koordination stärker beansprucht. Die Verteilung der einzelnen Konditionsfaktoren wird in Abhängigkeit von Laufgelände und Strecke mit etwa 70 % Ausdauer, 15 % Kraftausdauer, 10 % Schnellkraft und 5 % Koordination angenommen. Kennzeichnend für den Laufstil beim OL sind hohes Anheben der Knie, häufige schnelle Richtungswechsel und unregelmäßige Änderungen von Schrittfrequenz und -länge. Die Bedeutung der Lauftechnik im Vergleich zu konditionellen Faktoren ist gegenüber dem Straßenlauf deutlich höher. Im Allgemeinen wird beim Orientierungslauf im aeroben Bereich gelaufen, Spitzensportler erreichen jedoch zeitweilig auch anaerobe Belastungen.
Laufzeiten und Geschwindigkeit beim Orientierungslauf sind daher kaum mit anderen Sportarten vergleichbar. So benötigen selbst gute Läufer 5 bis 6 Minuten pro Kilometer in offenem Waldgelände, in dichtem Dickicht kann diese Zahl auf über 25 Minuten pro Kilometer ansteigen, bzw. die Geschwindigkeit auf unter 20 % des im Wald erreichten Tempos absinken. Darüber hinaus ist zu beachten, dass beim OL die real zurückgelegte Strecke um bis zu 40 % länger als die angegebene, auf der Luftlinie zwischen den einzelnen Posten beruhende Bahnlänge sein kann. Außerdem müssen die zurückzulegenden Höhenmeter berücksichtigt werden. Steigungen von bis 4 % der Laufstrecke sind beim Orientierungslauf üblich. In steilem Gelände sind bis zu 7 % möglich; auch hier muss jedoch bedacht werden, dass die tatsächlich zurückgelegten Höhenmeter deutlich über den auf einer hypothetischen Idealroute angenommenen liegen können.

### Psychische Faktoren

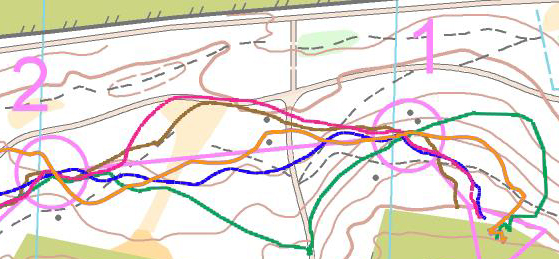
Unterschiedliche Laufrouten bei einem Sprintwettkampf: Selbst auf kurze Distanzen ergeben sich unterschiedliche Routen

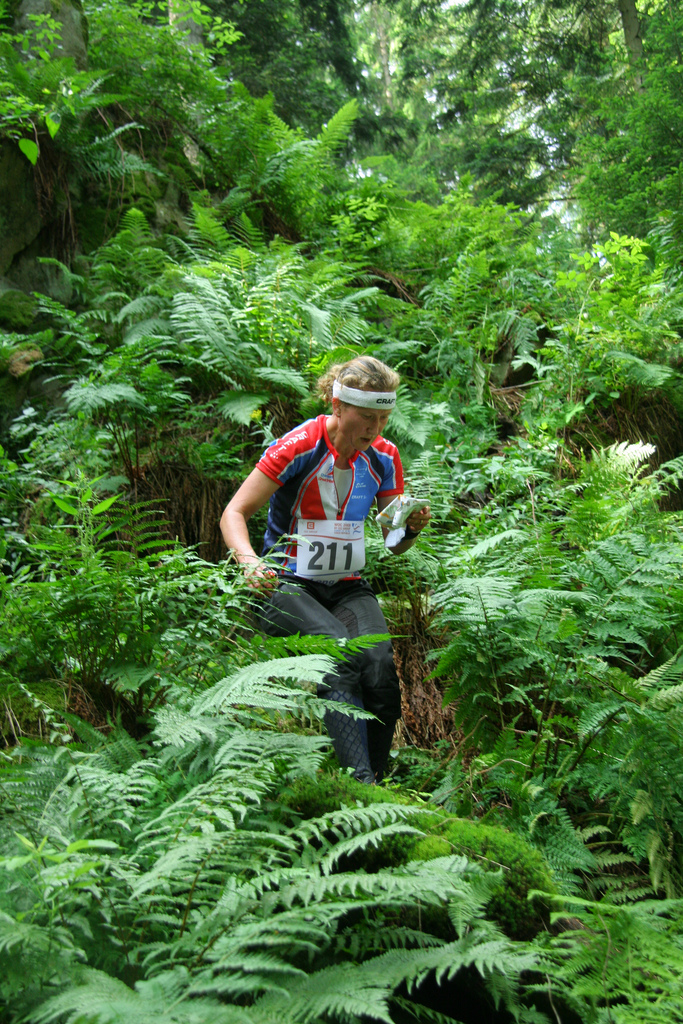
Kartenlesen während des Laufs in schwierigem und steilem Gelände erfordert hohe Konzentration

Der Orientierungslauf ist ein Sport, der neben körperlichen in hohem Maß auch geistige Anforderungen stellt. Zusätzlich zur mit anderen Laufsportarten vergleichbaren Wettkampftaktik sind das richtige und schnelle Kartenlesen und die Routenplanung von entscheidender Bedeutung. Wichtig sind hier kognitive Leistungen wie das schnelle Erkennen und Umsetzen der Karteninformation in einer mentalen Repräsentation, das Erkennen möglicher Laufrouten und das Entscheiden für eine optimale Route. Dazu gehört auch eine gute strategische Planung des jeweiligen Vorgehens, so etwa das Anwenden adäquater Orientierungstechniken in unterschiedlichen Phasen der Annäherung an den Posten (z. B. Untergliederung in Teilabschnitte, unterschiedliche Investition in Exaktheit in Phasen der „Grob“- und „Feinorientierung“). Eine gute Gedächtnisleistung ist wichtig, um die Häufigkeit von Unterbrechungen oder Verlangsamungen zum Zweck des Orientierens gering zu halten. Während des Laufens werden Karte und Gelände häufig miteinander verglichen, um sich der jeweiligen eigenen Position sicher zu sein. Besonders herausfordernd ist das Wiederfinden der eigenen Position auf der Karte, wenn der Läufer aufgrund von Diskrepanzen feststellt, dass diese nicht der bislang angenommenen entspricht.
Besonders bedeutsam ist beim Orientierungslauf ein hohes Maß an Konzentration, die auch unter körperlicher Belastung über lange Zeit aufrechterhalten werden muss. Die Aufmerksamkeit muss dabei im Zuge des Abgleichens von Karte und Gelände abwechselnd auf die Karte und die Natur gerichtet werden und in manchen Momenten eine hohe Intensität erreichen, während langer Laufstrecken in leichtem Gelände kann sie dagegen auf ein deutlich niedrigeres Niveau zurückgehen.
Orientierungs- und Laufleistung stehen beim OL in einer engen Wechselbeziehung: Orientierungsfehler haben längere Laufstrecken zur Folge, und Ermüdung führt im Gegenzug zu einem erhöhten Auftreten von Orientierungsfehlern. Ein Laufen an der körperlichen Belastungsgrenze kann daher in manchen Situationen kontraproduktiv sein. Die situationsadäquate Wahl der Laufgeschwindigkeit ist somit ebenso von Bedeutung wie das Abwägen von Alternativen bezüglich verschiedener Orientierungstechniken und Routen, um ein Gleichgewicht zwischen Orientierungsarbeit und läuferischen Faktoren halten zu können. Insofern gibt es häufig keine objektive Idealroute, vielmehr muss jeder Läufer versuchen, die für ihn in der jeweiligen Verfassung optimale Routenwahl zu treffen.

## Verletzungsrisiko
Die weitaus meisten Verletzungen beim Orientierungslauf betreffen die unteren Extremitäten. Insgesamt ereignen sich über 90 % aller OL-Verletzungen im Bereich unterhalb des Knies. Hierbei stehen Verstauchungen (nahezu ein Drittel aller Verletzungen), Schürfwunden (etwa ein Viertel), Bänderverletzungen, Knochenbrüche und Prellungen im Vordergrund. Besonders häufig ist das Sprunggelenk betroffen. Muskelzerrungen treten meist im Bereich des Oberschenkels auf. Gründe für Verletzungen im Zuge des OL sind in erster Linie Überlastung, Umknicken und Stürze. Unfälle passieren häufig in schwierigem Gelände, etwa steinigem, steilem und an Fallholz reichem Terrain sowie bei schlechtem Wetter. Zur Prävention von Bänderrissen verwenden Orientierungsläufer häufig Tapeverbände. Als Schutz gegen Schienbeinverletzungen werden verstärkte Strümpfe oder Gamaschen getragen.
Da bei Stürzen in der Natur Wunden oft stark verschmutzen, besteht die Gefahr einer Tetanusinfektion oder einer Sepsis. Auch Fälle von Hepatitis-B-Infektionen durch die beim OL häufigen Kratz- und Schürfwunden sind bekannt. Zeckenbisse können in manchen Regionen die Gefahr einer Frühsommer-Meningoenzephalitis oder anderer Infektionskrankheiten (z. B. Borreliose) mit sich bringen. In manchen Gebieten können Schlangenbisse eine Gefahr darstellen.

## Orientierungslauf und Umwelt

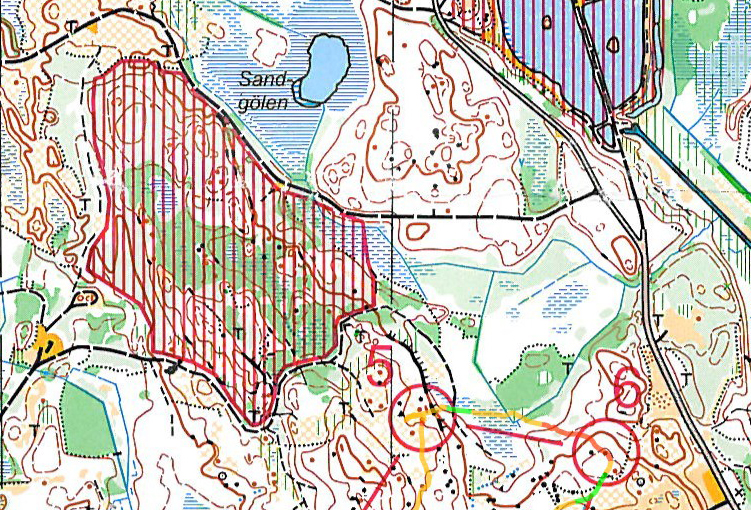
Als Sperrgebiet gekennzeichneter Geländeabschnitt (rot schraffiert), bei Betreten droht Disqualifikation

Der Orientierungslauf und seine Auswirkungen führen zuweilen zu Konflikten mit den Interessen des Naturschutzes sowie mit anderen Waldnutzern wie Jägern, Förstern, Waldbesitzern und Bauern. Um die Belastungen für die Umwelt und Konflikte mit anderen Interessengruppen möglichst zu reduzieren, sind heute insbesondere bei größeren Veranstaltungen umfangreiche Planungsmaßnahmen zur Minimierung von Schäden üblich. So werden etwa bei der Bahnlegung Ruhezonen für das Wild eingeplant, die den Tieren Zuflucht bieten sollen. Insbesondere zur Setzzeit ist verstärkte Rücksichtnahme auf die Tierwelt nötig. Besonders schützenswerte Zonen können auch als Sperrgebiet für die Läufer gekennzeichnet werden. Felder müssen oft auf vorgegebenen gemähten Pflichtstrecken durchquert werden, um Schäden für die Vegetation zu vermeiden. Große Wettkämpfe mit vielen Teilnehmern sollen in einem Gebiet nur in größeren zeitlichen Abständen (mehrere Jahre) stattfinden, um der Vegetation Gelegenheit zur Regeneration zu geben. Die Verwendung von Schuhen mit Spikes kann in bestimmten Regionen eingeschränkt oder verboten sein. Regelungen und Empfehlungen zu Umweltbelangen werden von der Umweltkommission des IOF erarbeitet.
Dauerhafte Schäden für die Natur aufgrund des Laufens im Wald treten bei Beachtung der entsprechenden Richtlinien in der Regel nicht auf. Dennoch unterliegt der Orientierungslauf heute in vielen Ländern unter Hinweis auf mögliche Beeinträchtigungen der Natur zunehmend strengen Reglementierungen. Das Erhalten von Genehmigungen zur Austragung großer Läufe wird generell schwieriger.

## Spitzensport

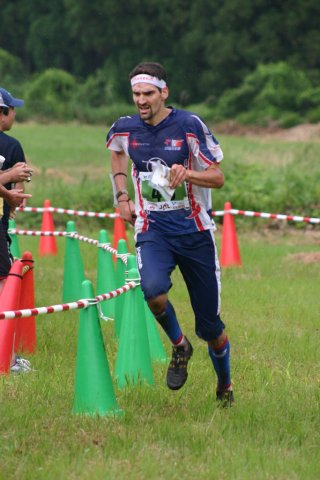
Thierry Gueorgiou beim Gewinn des Mitteldistanztitels der WOC 2005 in Aichi/Japan

Herausragende OL-Athleten kamen in der Geschichte des Sports vorwiegend aus den skandinavischen Ländern Schweden, Norwegen und Finnland, so z. B. der siebenfache Weltmeister Øyvin Thon aus Norwegen, der schwedische Doppelweltmeister Jörgen Mårtensson, die schwedische Doppelweltmeisterin Ulla Lindkvist oder die schwedische Dreifach-Weltmeisterin Annichen Kringstad. Bekannte nicht-skandinavische Athleten sind Thierry Gueorgiou aus Frankreich sowie der vielfache Weltmeister Daniel Hubmann und die 23-fache Rekordweltmeisterin Simone Niggli, beide aus der Schweiz.
Die wichtigsten Wettkämpfe des Jahres sind die Orientierungslauf-Weltmeisterschaften (kurz WOC). Ab 1966 wurde die WOC alle zwei Jahre ausgetragen, seit 2003 findet sie jährlich statt. Bei Weltmeisterschaften gibt es seit 2001 drei Streckenlängen (Sprint, Mitteldistanz, Lang), davor wurde nur je ein Weltmeister bei den Herren bzw. Damen gekürt. Der traditionelle Staffellauf wird von vielen Nationen (vor allem den skandinavischen Ländern) als wichtigster Wettkampf der Weltmeisterschaften angesehen. Es werden auch Studentenweltmeisterschaften (WUOC) und Heeres-Weltmeisterschaften (CISM) veranstaltet.
Neben den Weltmeisterschaften werden auch die Orientierungslauf-Europameisterschaften (EOC) ausgetragen, bei denen oft stärkere Konkurrenz herrschen als bei Weltmeisterschaften, da mehrere Läufer der Topnationen startberechtigt sind. Über das ganze Jahr findet der Orientierungslauf-Weltcup statt, dessen Endwertung sich am Jahresende durch die Ergebnisse der einzelnen World-Ranking-Events zusammensetzt.
Da Orientierungslauf noch nicht in das Programm der Olympischen Spiele aufgenommen wurde, sind die World Games die bedeutendste Multisportveranstaltung, bei der Orientierungsläufe ausgetragen werden.
Für Nachwuchs-Orientierungsläufer sind die wichtigsten internationalen Bewerbe die Junioren-Weltmeisterschaften (JWOC), die Jugend-Europameisterschaften (EYOC) und der Junioren-Europacup (JEC).
Populär ist auch die Park World Tour (kurz PWT), bei der Sprint-Orientierungsläufe in Stadtnähe, insbesondere Parkgelände, ausgetragen werden. Dadurch soll der ansonsten für Publikum schwer zu beobachtende Sport auch für Live-Zuschauer und Fernsehübertragungen attraktiver werden. Eine weitere Innovation, um dem Manko der geringen Publikumswirksamkeit zu begegnen, sind elektronische Systeme, die das Verfolgen der Läufer auf einer Karte über einen Monitor in Echtzeit ermöglichen.

## Breitensport

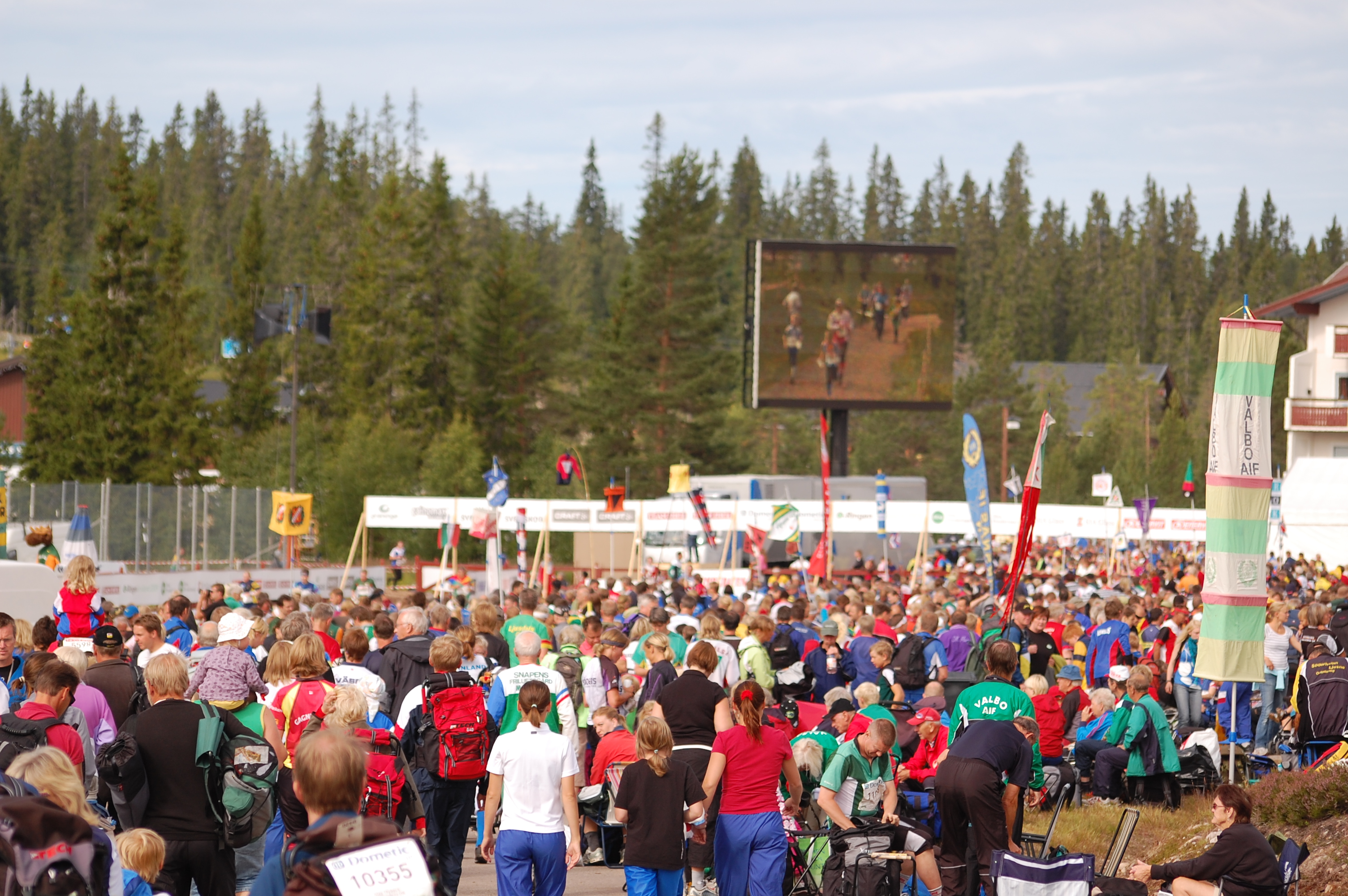
Der O-Ringen 2008 in Dalarna war mit fast 25.000 Teilnehmern einer der größten Orientierungsläufe aller Zeiten

Orientierungslauf gilt als eine Sportart mit vergleichsweise niedrigen Zuschauer- und hohen Teilnehmerzahlen. Die finanziellen Ressourcen des äußerst organisationsintensiven Sports sind begrenzt, was unter anderem auf die geringe Medientauglichkeit und Werbewirksamkeit des Laufens im natürlichen Gelände zurückzuführen ist. Andererseits bieten Orientierungsläufe Teilnehmern aller Altersstufen Wettkampfmöglichkeiten. Durch das verbreitete System, bei Wettkämpfen die Läufer nach Alters- und Leistungsklassen einzuteilen und adäquate Streckenlängen anzubieten, wird OL als besonders familientaugliche Sportart angesehen. Bei Großveranstaltungen werden Strecken für Altersklassen zwischen 10 und 95 Jahren angeboten. Besonders beliebt sind Mehrtages-Läufe mit drei bis sechs Etappen, an denen häufig mehrere Tausend Sportler teilnehmen.
Bis heute ist Orientierungslauf vor allem in den skandinavischen Ländern populär, wo OL als Volkssport gilt. Hier wird Orientierungslauf an Schulen unterrichtet und finden auch die größten Orientierungslaufveranstaltungen statt. Die höchsten Teilnehmerzahlen weist meist der jährlich stattfindende schwedische Fünf-Tage-Lauf O-Ringen auf, bei dem bis zu 25.000 Läufer an den Start gehen. Ebenfalls in Skandinavien werden die größten Staffelläufe ausgetragen, so etwa die schwedische Tiomila und die finnische Jukola, wo meist über 10.000 Teilnehmer starten.
In Mitteleuropa gilt die Schweiz als bedeutendes Zentrum des Orientierungslaufs. Die dreifache Wahl von Simone Niggli zur Schweizer Sportlerin des Jahres (2003, 2005 und 2007) zeigt die Popularität des OL. In einigen Kantonen gehört der Orientierungslauf zum schulischen Sportangebot. In Deutschland und Österreich hingegen ist der Orientierungslauf weitaus weniger verbreitet. Außerhalb von Europa ist der OL vor allem in Australien, Neuseeland und Brasilien populär. Die Anzahl der weltweiten Orientierungsläufer ist nicht genau bekannt, jedenfalls handelt es sich um mehrere Hunderttausende Sportler.

## Geschichte

Der erste bekannte Orientierungslauf im heutigen Sinne, 31. Oktober 1897, bei Oslo

Johann Christoph Friedrich GutsMuths schlug bereits 1817 in seinem Turnbuch für die Söhne des Vaterlandes Orientierungsübungen als Teil der wehrsportlichen Erziehung der Jugend vor, fand mit dieser Idee aber kaum Gehör. Im weiteren Verlauf des 19. Jahrhunderts kam es zu verschiedenen Ansätzen, Orientierung und Sport miteinander zu verbinden, die ebenfalls im militärischen Umfeld gründeten. Sogenannte „Spähungsübungen“, wie sie zur Mitte des 19. Jahrhunderts in Nordeuropa praktiziert wurden, wurden zunehmend auch mit sportlichem Hintergrund betrieben und umfassten in unterschiedlichem Ausmaß auch Orientierungsaufgaben. In Skandinavien, insbesondere in Norwegen, wurden im späten 19. Jahrhundert Karten beim militärischen Skilanglauftraining verwendet. Diese frühen Formen des Orientierungslaufs fanden also zu einem großen Teil im Winter statt. Als Trainingsform für den Ski-Orientierungslauf wurde jedoch, ausgehend von Schweden, zunehmend auch der sogenannte „Fuß-OL“ praktiziert. Die ersten öffentlichen Wettkämpfe sind aus dem Jahr 1897 aus Norwegen bekannt. Am 13. Mai 1897 soll bei Bergen ein Lauf ausgetragen worden sein. Der erste näher bekannte Lauf fand am 31. Oktober 1897  in der Nähe von Oslo statt: Acht Läufer gingen auf eine 10,5 Kilometer lange Strecke mit drei gesetzten Posten, wobei der Sieger die Strecke in der Zeit von 1:41:07 h zurücklegte. Der Maßstab der Karte betrug 1:30.000 und die Äquidistanz 20 Meter. Daneben florierte auch der Ski-OL: 1900 fand in Schweden der erste Staffelbewerb statt, bereits 1910 wurden Schwedische Meisterschaften ausgerichtet.
Obwohl sich der Sport bereits zu dieser Zeit von seinem militärischen Umfeld zu lösen begann, wird heute meist Major Ernst Killander, ein schwedischer Pfadfinderfunktionär, als Erfinder des zivilen Orientierungslaufsports gesehen. Er erkannte ab 1913 ein abnehmendes Interesse der Jugend für Leichtathletik und versuchte durch das Verlegen des Laufens in die Natur und die zusätzlichen Orientierungsaufgaben das Training vielfältiger zu gestalten. Die ersten kleineren Rennen waren ein großer Erfolg und so wurde am 25. März 1919 der erste größere Wettkampf mit 155, nach anderen Quellen 220 Teilnehmern durchgeführt. Ein Denkmal etwa 15 Kilometer südlich von Stockholm kennzeichnet den Veranstaltungsort dieses Laufs als Geburtsstätte des Orientierungslaufs. Bereits 1922 fanden in Schweden die ersten lokalen Meisterschaften statt. Orientierungslauf entwickelte sich rasch zum Volkssport. 1928 wurde mit dem schwedischen SK Gothia der erste Orientierungslaufverein gegründet, 1932 fand zwischen Norwegen und Schweden der erste internationale Wettkampf statt. Den Läufern standen zu dieser Zeit nur sehr ungenaue Karten in kleinem Maßstab zur Verfügung, weshalb die frühen Orientierungsläufe eher läuferisch anspruchsvoll waren. In den 1930er Jahren verbesserte sich die Qualität der Kompasse und der schwedischen Karten stark und die orientierungstechnische Komponente gewann zusehends an Bedeutung.
1937 fanden in Schweden und Norwegen die ersten nationalen Meisterschaften statt. 1938 wurde mit dem Svenska Orienteringforbundet (SOFT) die erste nationale OL-Vereinigung gegründet. Der von Mitgliedern der Pfadfinderbewegung dominierte SOFT stand zu dieser Zeit im Gegensatz zum Skiverband, der unabhängig davon Wettkämpfe im Ski-OL ausrichtete. Der Orientierungslauf erfuhr große Unterstützung von der schwedischen Regierung und wurde bald zum Pflichtfach an schwedischen Schulen erklärt, wo er bis heute gelehrt wird.
Ab etwa 1930 wurde der OL auch in Finnland populär. In Mitteleuropa waren die Schweiz und Ungarn, wo seit den 1930er Jahren erste Läufe ausgetragen wurden, unter den Vorreitern, kurz darauf folgte auch Dänemark. In der Schweiz erfuhr der OL während des Zweiten Weltkriegs einen großen Aufschwung, wobei hier wieder der Gedanke der körperlichen Ertüchtigung im Zuge des Vorunterrichts in den Vordergrund zu treten begann und der Orientierungslauf als Teil der militärischen Ausbildung aufgefasst wurde. Auch die Nationalsozialisten in Deutschland förderten den Orientierungslauf. Die schleppende Verbreitung des Sports in Deutschland nach dem Zweiten Weltkrieg wird auf die Assoziation des OL mit diesem paramilitärischen Hintergrund zurückgeführt. Seit 1963 werden die Deutschen Orientierungslauf-Meisterschaften durchgeführt.
1946 wurde mit dem die skandinavischen Länder umfassenden NORD (Nordisk Orienteringsrat) die erste Internationale OL-Vereinigung gegründet. Im selben Jahr fand der erste Orientierungslauf in den USA statt. Auch in Mittel- und Osteuropa kam es in der folgenden Zeit zu einer Popularisierung; so wurde der Orientierungslauf in der Tschechoslowakei, der DDR, Bulgarien und Jugoslawien eingeführt. Des Weiteren waren die Jahre nach dem Zweiten Weltkrieg von einer Professionalisierung insbesondere im Bereich der Karten geprägt, so wurde 1948 in Norwegen erstmals eine vollständig nur für OL-Zwecke erstellte Karte verwendet, die erste farbige Karte folgte 1950.
1959 fand in Schweden die vom NORD veranstaltete Internationale Orientierungssport-Konferenz statt, an der neben den skandinavischen Ländern auch Österreich, Bulgarien, die Tschechoslowakei, die BRD, die DDR, Jugoslawien, die Schweiz und Ungarn teilnahmen. Diese Konferenz war ein wichtiges Signal für die weitere internationale Verbreitung des Orientierungslaufs. Am 21. Mai 1961 gründete sich in Kopenhagen die International Orienteering Federation (IOF), der zu diesem Zeitpunkt Verbände aus Schweden, Finnland, Norwegen, Dänemark, Bulgarien, der Tschechoslowakei, der BRD, der DDR, der Schweiz und Ungarn angehörten. 1962 richtete die IOF im norwegischen Løten die erste Europameisterschaften aus, 1966 folgten die erste Weltmeisterschaften im finnischen Fiskars. Auch der Beginn der internationalen Standardisierung der OL-Karten 1966 fällt in diese Zeit. In den 1960er Jahren begann auch die Geschichte der großen mehrtägigen OL-Veranstaltungen. 1965 wurde der erste O-Ringen abgehalten, ein seither jährlich in Schweden stattfindender Wettkampf, der in den folgenden Jahrzehnten bis zu einer Größe von 25.000 Teilnehmern anwuchs. Bis 1969 hatte die IOF bereits 16 Mitgliedsländer, mit Japan und Kanada waren erstmals auch außereuropäische Nationen vertreten.
1977 beschloss das Internationale Olympische Komitee (IOC) die Anerkennung des Orientierungslaufs. Im Jahr darauf legte die IOF die offiziellen Postenbeschreibungssignaturen fest.

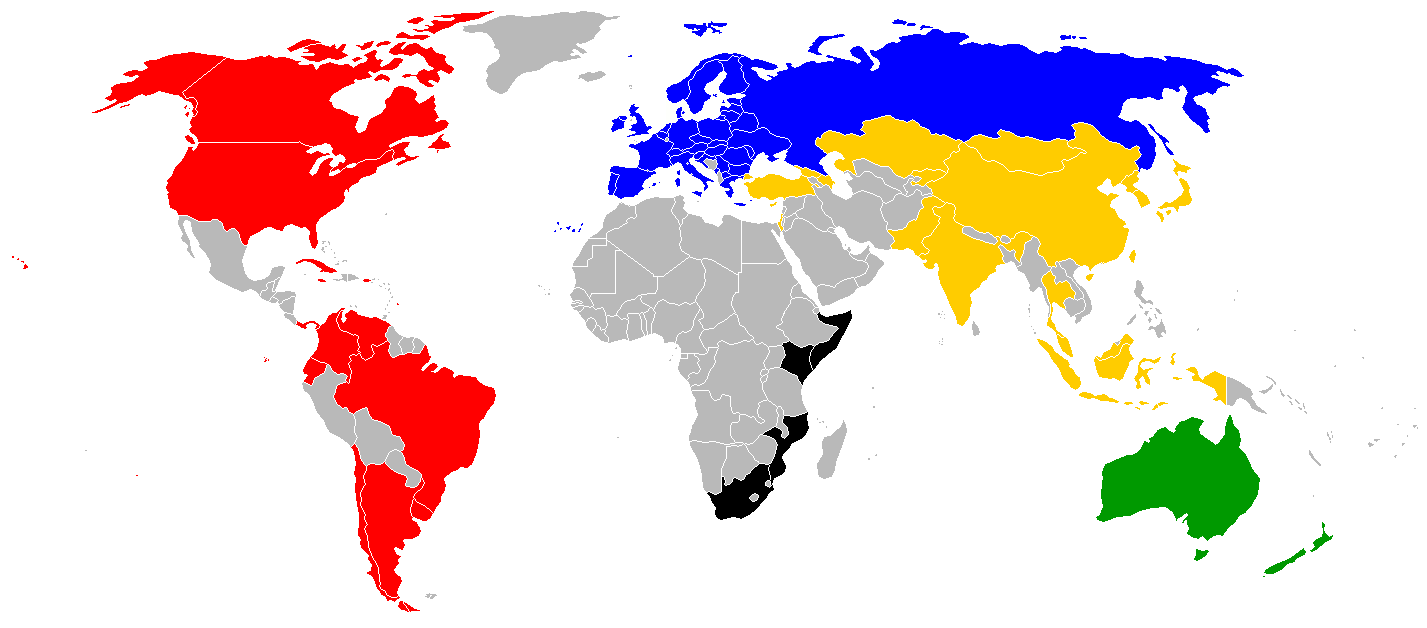
Mitgliedsländer der IOF, Stand 2010

1983 wurde zum ersten Mal ein noch inoffizieller Weltcup ausgetragen, der erste offizielle IOF-Orientierungslauf-Weltcup folgte 1986. 1994 kam zum ersten Mal ein elektronisches Postenkontrollsystem bei einem Weltcuprennen zum Einsatz, in den folgenden Jahren setzte sich die elektronische Kontrolle auch im Breitensport durch. Ein Jahr später wurde mit dem Beginn der Park World Tour versucht, den Orientierungslauf näher an die Städte heranzubringen und so neue Publikumsschichten zu erschließen. Weitere während der 1990er Jahre eingeführte bedeutende Wettkampfserien waren die 1990 ins Leben gerufenen Junioren-Weltmeisterschaften (JWOC) und die Senioren-Weltmeisterschaften (WMOC), die 1996 in Spanien erstmals ausgetragen wurden.
Derzeit (Juli 2020) hat die IOF 76 Mitgliedsnationen. Während in Europa, Amerika und Ostasien kaum noch Staaten fehlen, sind bisher eher wenige Mitgliedsnationen in Afrika und der arabischen Welt zu finden.

### Orientierungslauf-Verbände
- Internationaler OL-Verband (IOF)
- Deutsches Orientierungslauf-Portal
- Österreichischer Fachverband für Orientierungslauf (ÖFOL)
- Schweizerischer OL-Verband
- Schwedischer OL-Verband

### Wissenswertes
- World of O – News, Läufer und Kartenarchiv, WoO-TV
- Schweizer OL-Lexikon
- Informationen zum Orientierungslauf aus Sicht von Naturschutzämtern (Memento vom 29. September 2007 im Internet Archive) beim Internet Archive
- Orientierungslauf-Wiki